# Polemonium occidentale
Polemonium occidentale là một loài thực vật có hoa trong họ Polemoniaceae. Loài này được Greene miêu tả khoa học đầu tiên năm 1890.

## Hình ảnh

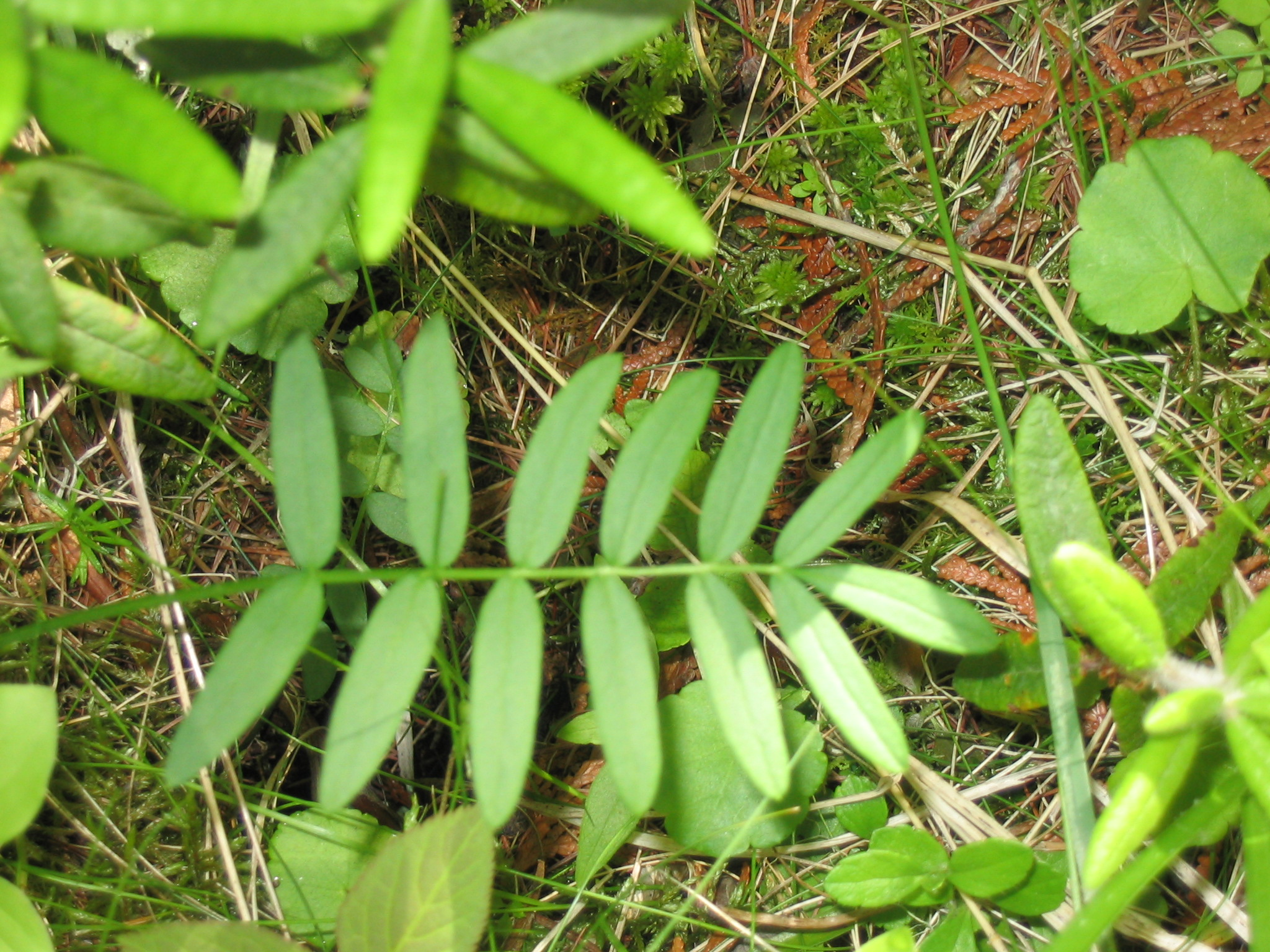
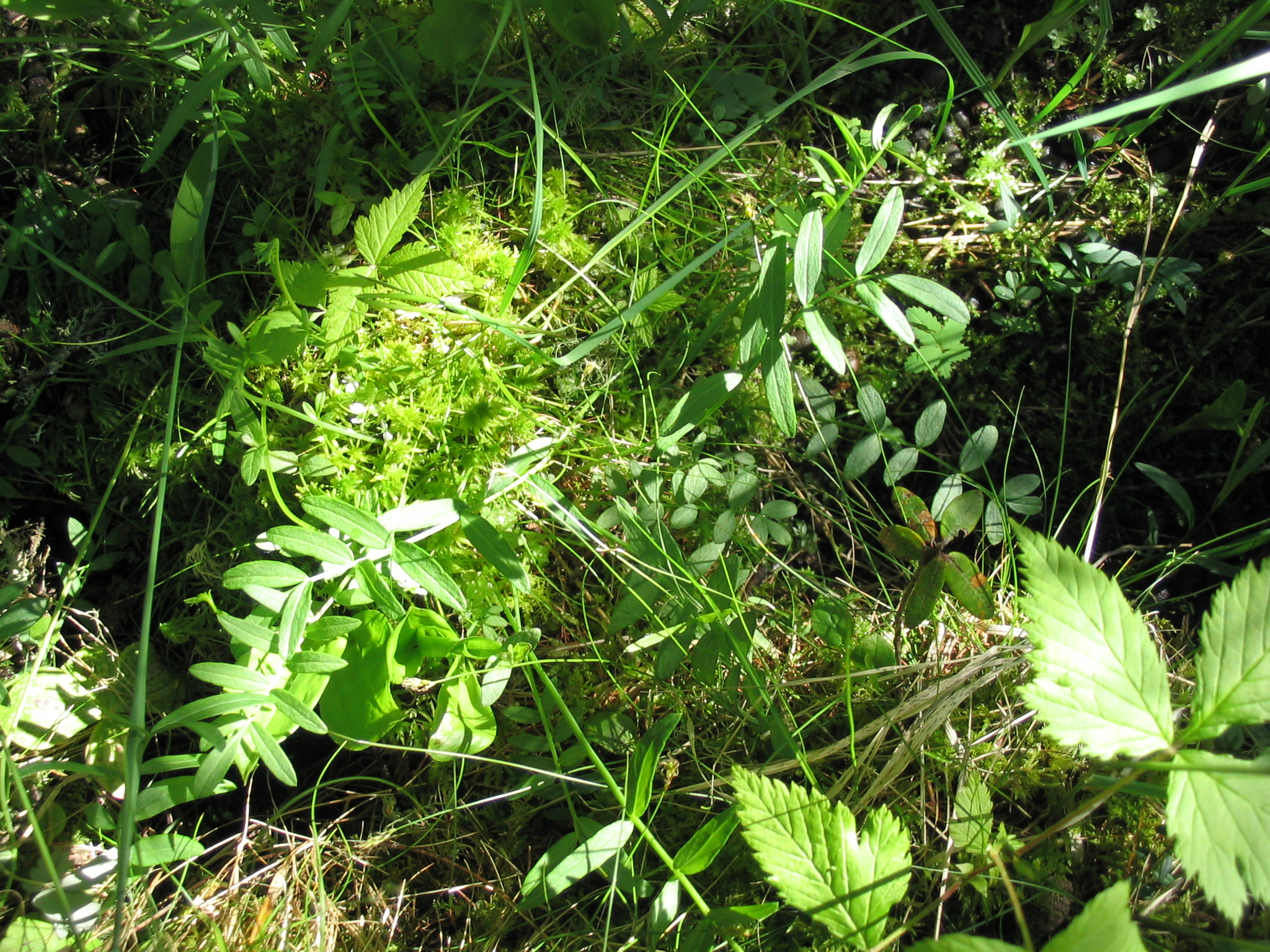
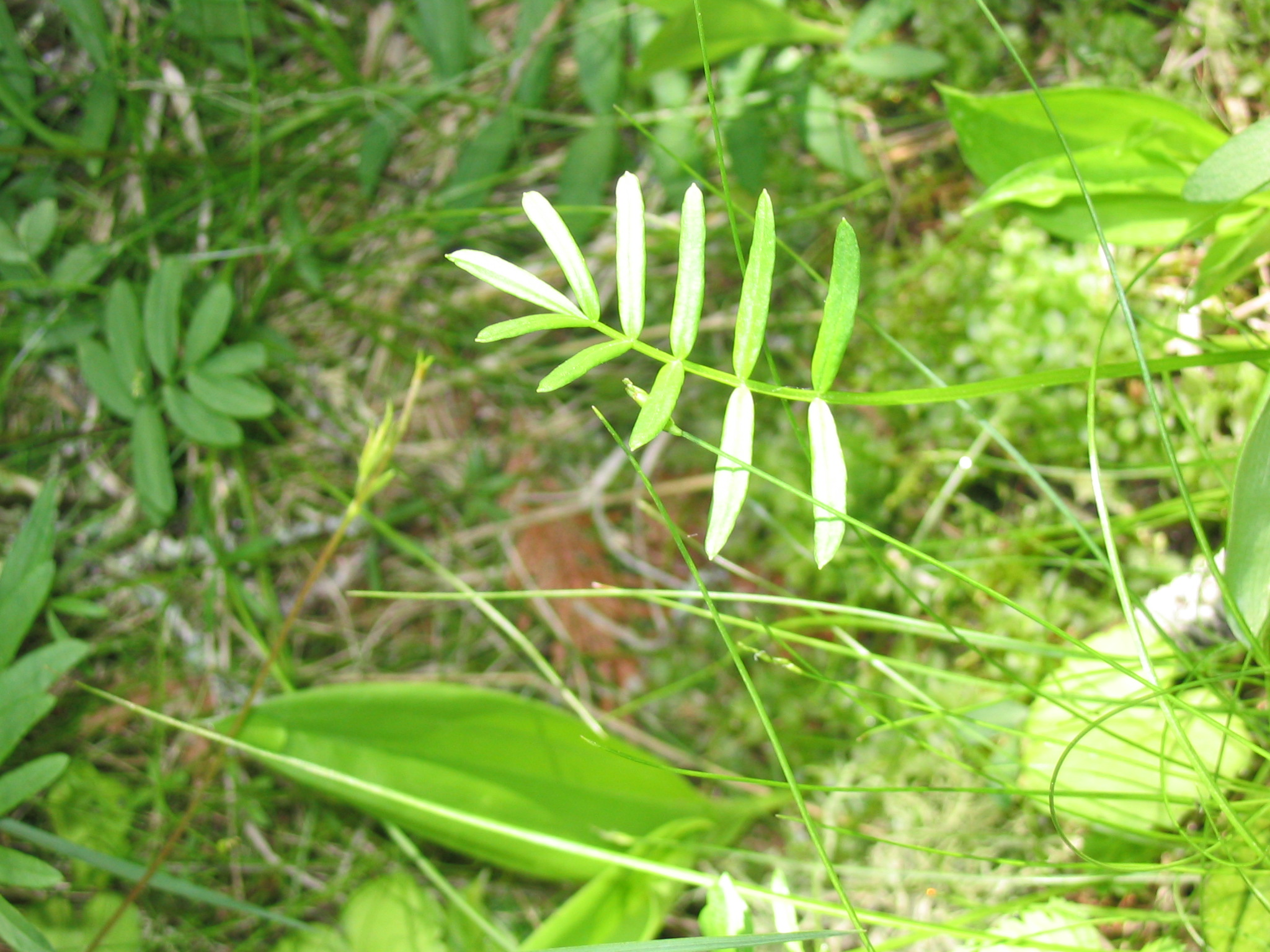